# Jānis Daliņš
Jānis Daliņš (Valmiera, 5 november 1904 – Melbourne, 11 juni 1978) was een Lets atleet die gespecialiseerd was in het snelwandelen. Hij brak meerdere wereldrecords op diverse snelwandelafstanden. Ook was hij de eerste Let die Europees kampioen werd en een zilveren medaille won op de Olympische Spelen. Na hem wonnen Adalberts Bubenko (brons in 1936) en Aigars Fadejevs (zilver in 2000) een medaille op de Spelen. Zijn succes zorgde ervoor dat het snelwandelen een van de meest populaire atletiekdisciplines in Letland werd.

## Biografie
Jānis Daliņš won op het onderdeel 50 km snelwandelen bij de Olympische Spelen van 1932 in Los Angeles een zilveren medaille. Deze wedstrijd werd gewonnen door de Brit Thomas Green met zeven minuten voorsprong op Jānis Daliņš en negen minuten voorsprong op de Italiaan Ugo Frigerio (brons).
Op de Europese kampioenschappen atletiek 1934 in Turijn. Met een tijd van 4:49.52 versloeg hij de Zwitser Arthur Schwab (zilver) en de Italiaan Ettore Rivolta (brons). Op de Olympische Spelen van 1936 en op het EK 1938 verscheen Jānis Daliņš aan de start, maar behaalde niet de finish.
Toen de Sovjet-Unie Letland binnenviel vluchtte hij met zijn jonge gezin (vrouw Ella, zoon Ivar, zoon Jānise en dochter Rudite) naar Australië. Gestationeerd in een vluchtelingenkamp was hij timmerman in Benalla en hielp vele huizen naar de Tweede Wereldoorlog opbouwen. Nadat hij zijn contract had uitgediend verhuisde hij naar Melbourne. Daar bracht hij zijn kinderen groot, genoot van zijn hobby vissen en zag 7 kleinkinderen geboren worden.
In zijn actieve tijd was hij aangesloten bij Valmieras Sporta Biedrība. In zijn geboortestad Valmiera is een stadion en een straat naar hem vernoemd.

## Titels
- Europees kampioen 50 km snelwandelen - 1934

## Palmares

### 50 km snelwandelen
- 1932:  OS - 4:57:20
- 1934:  EK - 4:49:53
- 1936: DNF OS
- 1938: DNF EK

## Bron
- Ekkehard zur Megede: The Modern Olympic Century 1896-1996 Track and Field Athletics, Berlijn 1999, gepubliceerd door Deutsche Gesellschaft für Leichtathletik-Dokumentation e.V.

- World Athletics: 14558435
- International Standard Name Identifier: 0000 0004 1727 100X
- Nationale Bibliotheek van Letland: 000089257
- Virtual International Authority File: 305130581